# Macronychia griseola
Macronychia griseola är en tvåvingeart som först beskrevs av Fallen 1820.  Macronychia griseola ingår i släktet Macronychia och familjen köttflugor.
Artens utbredningsområde är Sverige. Arten är reproducerande i Sverige. Inga underarter finns listade i Catalogue of Life.